# دير قانون راس العين
دير قانون راس العين هي إحدى القرى اللبنانية من قرى قضاء صور في محافظة الجنوب.
=
ديرقانون رأس العين، واحدة من أبناء صور، لم تغرد خارج سربها يوماً لكنها انفتحت على نفسها وباتت عائلة مستقلة قريبة وبعيدة، حالمة وقاسية مرت بفتوحات كثيرة من العهود القديمة وصولاً إلى الاحتلال الإسرائيلي، وككل قرية جنوبية مقاومة، قادرة على رفض الطغيان تمردت وعاندت حتى وصلت إلى الحرية والإستقلالية دون العودة إلى الوراء.
ولهذه القرية الغالية حكايا كثيرة ومتنوعة تدلك عليها تلك الشواهد الحية المتروكة منذ القدم ما بين حاراتها وأزقتها وطرقاتها والتي تشهد مرة على قساوة تلك الحقبة وما خلفته من آثار ولا زالت التاريخ والحاضر، وأخرى على حلاوة وجمالية بعض المواقع لا سيما برك رأس العين التي هي من تصاميم رومانية أبهرت ولا زالت من يزورها أو يمر عليها.
تاريخ حافل ومحطات تركت مفاعيلها حتى اليوم، منها ما زال عبرة لمن اعتبر ومنها ما تآكله النسيان وبات في عداد المنسي، وأياً يكن، فالتاريخ حي والقرية باقية والشواهد على  الانتفاضة والتحضر دامعة لا تنسى.

## الموقع
==المساحة== 10258
• 
موقع وجغرافية دير قانون رأس العين
ثابتة هي لا تعرف التململ، لم يخيفها يوماً موج البحر الهادر ولا هرطقات إسرائيل المضحكة، تنام بسلام وأمان مع نجوم ما تعبت من السهر وتستفيق على زقزقات تمجد الخالق وتبتهل، ويحدها من الغرب البحر، ومن الجنوب القليلة والكنيسة والمالكية، ومن  جهة الشرق حانويه والرمادية ومن الشمال الشرقي باتوليه ومن الشمال الغربي مدينة صور.
وسطية في طروحاتها كما موقعها، تبتعد ديرقانون رأس العين عن العاصمة بيروت حوالي 87 كلم تاركة لأبنائها حرية الحياة بين الإقامة والعودة فترى الحنين يناجيهم فيعودون إليها مستغفرين كل مرة راودتهم أفكار الغربة والابتعاد.
ضلع من أضلع صور هي، ترتفع عن سطح البحر 100م ومساحتها المقدرة ب8500 دونم حيث تنمو أشجار الحمضيات والموز والزيتون والصبير وتتمايل براعم الخضار على أنواعها. تسحرك نسمات بحر صور المغناج فتجد الكيلومترات الثمانية التي تفصلهما نفسها مضطرة للاختفاء أمام تبختر المقيمين فيها العارفين لقيمتها الغالية.
هكذا هي لمن عرفها، حب وتعلق وسحر لا يقاوم.

## أعلام
- جعفر مرتضى العاملي